# Athénagorás
Athénagorás z Athén patří mezi nejvýřečnější křesťanské apologety, církevní otce 2. století, které řadíme za apoštolské otce. Byl aténským křesťanským filosofem. Pod vlivem dějinných událostí své doby (kdy, jak víme, byli křesťané pronásledováni za své učení) byli nuceni hájit křesťanství v pohanském světě.

## Spisy
- Přímluva za křesťany (Presbeia peri christianón) (asi 177 n. l.) adresovaná císaři Marku Aureliovi, kde vyvrací vážná obvinění, která se v té době připisovala křesťanům.[1]
- O vzkříšení (Peri anastaseós nekrón), kde objasňuje, že vzkříšení zemřelých záleží na Boží všemohoucnosti.

A. Molnár zmiňuje, že byl bystrým spisovatelem, který usiloval o přesnost téměř vědeckou. Hájil křesťanství zbraněmi, vypůjčenými od filosoficky nejzdatnějších pohanů. Biblickému výrazivu se vyhýbal i při obhajobě dogmatu tak výrazně křesťanského, jako je vzkříšení.